# Kozina
Kozina (pronunciación eslovena: [kɔˈziːna]; italiano: Cosina) es una localidad eslovena perteneciente al municipio de Hrpelje-Kozina en el suroeste del país. El pueblo es formalmente una de las dos capitales del municipio, junto con Hrpelje, aunque en la práctica la sede administrativa está en Hrpelje.
En 2020, la localidad tenía una población de 664 habitantes.
El pueblo se desarrolló a partir del siglo XIX como un poblado ferroviario de la línea de ferrocarril de Divača a Koper, sobre una pequeña aldea que en 1825 solamente tenía tres casas.
La localidad es el principal cruce de vías del municipio: aquí se cruza la carretera A1, que une la costa de Koper con el interior del país, con la carretera E61, que une Trieste con Rijeka.